# Peuraoja
De Peuraoja is een beek, die stroomt in de Zweedse  gemeente Övertorneå. De beek ontstaat als afwateringsrivier van de heuvel Kuusivaara, stroomt zuidwaarts door een groot moerasgebied (Iso) Peuravuomo (groter dan 5 km²) en geeft haar water na 4 kilometer af aan de Pentäsrivier.